# Kostoľany nad Hornádom, Košice-okolie
Kostoľany nad Hornádom (în maghiară Hernádszentistván) este o comună slovacă, aflată în districtul Košice-okolie din regiunea Košice, pe malul râului Hornád. Localitatea se află la altitudinea de 258 m deasupra n.m., se întinde pe o suprafață de 6,88 km2 și în 2017 număra 1.259 de locuitori.

## Istoric
Localitatea este atestată documentar din 1423 sub denumirea Zenthestwan (Szent István), cu referire la regele Ștefan I al Ungariei, sfântul patron al bisericii parohiale.

## Demografie
| An:                | 1994 | 2004 | 2014   | 2024   |
| ------------------ | ---- | ---- | ------ | ------ |
| Număr de persoane: | 0    | 1199 | 1229   | 1188   |
| Diferență:         |      | –    | +2,50% | −3,33% |

| An:                | 2023 | 2024   |
| ------------------ | ---- | ------ |
| Număr de persoane: | 1207 | 1188   |
| Diferență:         |      | −1,57% |

## Personalități
- László Mécs⁠(hu)[traduceți] (1895-1978), călugăr premonstratens, scriitor